# Christian Byers
Christian Byers (Sydney, 31 luglio 1993) è un attore australiano.

## Biografia
Christian Byers ha esordito come attore nel 2006 nel film Opal Dream. L'anno seguente ha recitato nel film I ragazzi di dicembre accanto a Daniel Radcliffe. Successivamente ha recitato nei film Hey Hey It's Esther Blueburger, L'albero, Dance Academy: The Movie e nelle serie televisive Puberty Blues e Newton's Law.
Byers è anche lead vocalist, secondo chitarrista ed organista nella band The Slippers.

## Filmografia

### Attore

#### Cinema
- Opal Dream, regia di Peter Cattaneo (2006)
- I ragazzi di dicembre (December Boys), regia di Rod Hardy (2007)
- Hey Hey It's Esther Blueburger, regia di Cathy Randall (2008)
- L'albero (The Tree), regia di Julie Bertuccelli (2010)
- Purple Flowers, regia di Julian Ryan – cortometraggio (2010)
- Kettle, regia di Maximilian Homaei – cortometraggio (2014)
- Gimpsey, regia di Sofya Gollan – cortometraggio (2016)
- Dance Academy - Il ritorno (Dance Academy: The Movie), regia di Jeffrey Walker (2017)
- Shiloh, regia di Vanessa Gazy – cortometraggio (2018)
- Safety Driver, regia di Holly Fraser e James Fraser – cortometraggio (2018)
- Snare, regia di Madeleine Gottlieb – cortometraggio (2019)
- Laura, regia di Madeleine Gottlieb – cortometraggio (2018)

#### Televisione
- Panic at Rock Island, regia di Tony Tilse – film TV (2011)
- Underbelly – serie TV, episodio 5x01 (2012)
- Puberty Blues – serie TV, 9 episodi (2014)
- Ready for This – serie TV, 13 episodi (2015)
- Newton's Law – serie TV, episodi 1x07-1x08 (2017)
- True Story with Hamish & Andy – serie TV, episodio 1x09 (2017)
- Friday on My Mind, regia di Matthew Saville – miniserie TV (2017)
- Riot, regia di Jeffrey Walker – film TV (2018)
- Between Two Worlds – serie TV, episodio 1x07 (2020)
- Bump – serie TV, 11 episodi (2021)

### Sceneggiatore
- The Invisible Man, regia di Christian Byers – cortometraggio (2014)
- Laura, regia di Madeleine Gottlieb – cortometraggio (2018)

### Regista
- The Invisible Man – cortometraggio (2014)

## Riconoscimenti
- Australian Film Institute Awards
  - 2006 –  Candidatura come miglior giovane attore per Opal Dream

## Doppiatori italiani
Nelle versioni in italiano delle opere in cui ha recitato, Christian Byers è stato doppiato da:
- Mattia Nissolino ne I ragazzi di dicembre
- Manuel Meli in L'albero